# Dave Rodgers
Giancarlo Pasquini, más conocido como Dave Rodgers (Mantua, 21 de febrero de 1963), es un músico, compositor y productor italiano. También ha usado otros seudónimos
Comenzó a producir con el grupo Aleph. Desde entonces, ha colaborado con artistas de todo el mundo y ha producido varios álbumes multiplatino. Rodgers fue galardonado por la industria de la música japonesa, por vender más de un millón de álbumes.
Es el propietario de Rodgers Studio y A-Beat C Productions. Considerado el “Padrino del Eurobeat”, ha escrito y producido canciones para artistas de J-Pop como Namie Amuro, V6 (estas canciones incluyen el opening de Ultraman Tiga: TAKE ME HIGHER) y MAX, con lo que dio a conocer a fanes de la música japonesa el estilo eurobeat. Varias canciones producidas por Dave Rodgers se han convertido en hits masivos, como "Deja Vu" o "Space Boy", por el mismo Dave Rodgers, "I Wanna Dance" de Domino, "Baby Get My Fire Tonite" de Nuage, "Go Go Money" de Neo, "Original Sin" de Powerful T. y "I Believe In You" de Dave & Domino.
Recientemente, ha sacado un nuevo CD bajo el nombre de Dave Rodgers, que se llama Blow Your Mind. La música de este CD se acerca más al rock, al contrario de sus anteriores canciones de eurobeat.

## Canciones como "Dave Rodgers"
- 100
- Ale' Japan
- All I Want For Christmas Is You
- Anniversary (w/ Domino & Virginelle)
- Another Miracle (w/ Nuage)
- Are We Gonna Be Together (w/ Meri)
- Baby Come Back (Dave Rodgers Mix) (w/ Domino)
- Baby Come Back (Domino Mix) (w/ Domino)
- Beat Of The Rising Sun
- Black Fire
- Boom Boom Japan
- Burning Like Fire
- California Dreaming
- Car Of Your Dreams (w/ Nuage)
- Come On Everybody
- Come On Let's Dance
- Contact (w/ Karen)
- Could It Be Magic (w/ Karen)
- Crimson Kiss
- Dancing In The Starlight
- Deja Vu
- Disco Fire
- Dive Into Your Body
- Don't Let Me Cry (w/ Nuage)
- Don't Make Me Cry (w/ Nuage)
- Eldorado
- Eldorado (Dave Rodgers Remix)
- Fever
- Fevernova (w/ Kiko Loureiro)
- Fly
- Get Wild
- Go To The Top
- Golden 70's Years
- I Believe In You (w/ Domino)
- I Just Wanna Find You (w/ Domino)
- I Wanna Give You My Heart (w/ Meri)
- I Was Made For Lovin' You
- I'll Be Your Hero
- I Want To Feel
- Kingdom Of Rock
- Let It Be
- Let's Go To The Show ~K2 The Auto Messe
- Like A Space Invader (Extended Friday Version)
- Like A Space Invader (Extended Saturday Version)
- Livin' La Vida Mickey
- Living In Peace (w/ Karen)
- Love In The Elevator
- Love Train
- Lucky Man
- Made In Japan
- Make A Movement!!
- Make Up Your Mind
- Mary Ann (w/ Domino)
- Merry Christmas Baby
- Milan Milan Milan
- Music For The People (w/Jennifer Batton)
- My Dream Team Is Verdy
- Night Fever (w/ Mega NRG Man)
- Not Gonna Get Us
- Nothing Changed
- Red Code
- Red Hot Zip (w/ Domino)
- Resistance
- Rich & Famous
- Saturday Night Fever
- Self Control
- Seventies
- Shake
- Smoke On The Water
- Soul Gasoline
- Space Boy
- Space Boy (Grand Mix)
- Space Invader (Extended Friday Version)
- Space Invader (Extended Saturday Version)
- Stay The Night
- Stay The Night (Japanese Works)
- Sun City
- Sun City 2008
- Surrender (w/Karen)
- Sweat & Tears
- Sweet Little Cinderella (w/ Domino)
- Take Me Higher
- Tension
- The Final Countdown
- The Race Is Over
- The V.I.P. Is JP
- They Say (W/ Dr. D.O.P.E.)
- Time To Countdown
- True To Your Heart
- Two Worlds
- Unbelievable (w/ Annalise)
- Victory
- Watch Me Dancing
- Watch Out
- We Are The Champions (w/ A-Beat Friends)
- We Wanna Rock Out
- Wheels Of Fire
- Wild Heaven
- Wild Reputation 2005
- Woman From Tokyo
- You'll Be In My Heart
- Restarted Tonight
- Break Into The Music

## Canciones en el grupo "Aleph"
- Let The Music Play
- Fly To Me
- Doctor
- Take My Life
- Generation Of Love
- Hero
- Bad Power
- Big Brother
- Black Out
- Bloody Feeling
- Break Away
- Check It Up
- Fire On The Moon
- I'm In Danger
- Just For Love
- Never Let Me Down
- Silver

## Canciones como "The Big Brother"
- Soul Gasoline
- Oh Oh Girls Are Dancing
- Wild Reputation
- Don't Go Breaking My Heart
- Rock And Roll
- Dancing In The Fire
- Big Time
- Ai No Corrida
- September
- Tears On My Eyes
- Red Fire
- L.A. Time
- Knock On Wood

## Canciones bajo otros alias
- Raymond Barry - Get Back
- Chester - Right Time
- Dr. Money - Give Up
- Patrick Hooley - Catching Your Time
- Patrick Hooley - Listen to Your Heart
- Tommy J - Desire
- Manzi-Bellini - In Your Eyes
- Billy Mappy - Get It On
- Paul Murray - Comedia
- Red Skins - Dance Around the Totem
- Mario Ross - More Illusions
- Mario Ross - Push Push Ballerina
- RCS - Rocking The City
- Robert Stone - Black Cars
- Robert Stone - Burning Heart
- Robert Stone - Dance Girl
- Robert Stone - Don't Give Up
- Robert Stone - Pocket Time
- Robert Stone - Welcome To The Jungle